# 窟山鼠
窟山鼠（Spelaeomys florensis）是生活在印尼弗洛勒斯島的鼠類。於1996年牠們被認為已經滅絕，但可能是於1500年以前就已經消失。牠們只有一些亞化石碎片。牠們被分類在自己的窟山鼠屬中。

## 外部連結
- 中國科學院動物研究所的世界動物名稱資料庫